# Martin von Planta
Martin von Planta, född den 4 mars 1727 i Susch, död den 29 mars 1772 i Haldenstein, var en schweizisk teolog, pedagog och fysiker, tillhörande släkten von Planta. 
von Planta grundade 1761 en högre bildningsinstans, "Seminarium", i sitt hemland, något som vid denna tid ansågs vara ett märkligt företag. Anstalten var först förlagd till Haldenstein, men flyttades 1771 till slottet Marschlins.
von Planta konstruerade 1755 en elektrostatisk generator (en "skivelektricitetsmaskin"), och framlade dessutom bland annat ett förslag om användningen av ånga som drivkraft för fartyg och vagnar.